# 天国与地狱 (2025年电影)
《天国与地狱》（英語：Highest 2 Lowest）是2025年上映的美国新黑色犯罪惊悚片，由史派克·李执导，威廉·艾伦·福斯编剧，翻拍自日本导演黑澤明的1963年同名电影，同时以美国作家伊凡·亨特1959年出版的小说《国王的赎金》为蓝本。演员阵容包括丹泽尔·华盛顿、伊芬什·哈德拉、傑佛瑞·萊特、冰辣妹和ASAP Rocky主演。
电影入选第78屆坎城影展非竞赛单元，2025年5月19日首映。同年8月15日在美国院线上映，由A24发行，9月5日上线流媒体平台Apple TV+。

## 演员
- 丹泽尔·华盛顿 饰 大卫·金（David King）
- 伊芬什·哈德拉（英语：Ilfenesh Hadera） 饰 帕姆·金（Pam King）
- 傑佛瑞·萊特 饰 保罗·克里斯托弗（Paul Christopher）
- 冰辣妹 饰 玛丽索尔·塞佩达（Marisol Cepeda）
- ASAP Rocky 饰 扬·法伦尼（Yung Felony）
- 狄恩·溫特斯 饰 希金斯警探（Det. Higgins）[3]
- 约翰·道格拉斯·汤普森（英语：John Douglas Thompson） 饰 厄尔·布里吉斯警探（Det. Earl Bridges）[4]
- 拉尚兹 饰 贝尔警探（Det. Bell）
- 奧伯利·喬瑟夫 饰 特雷·金（Trey King）
- 迈克尔·波茨（英语：Michael Potts (actor)） 饰 帕特里克·贝西亚（Patrick Bethea）
- 溫德爾·皮爾斯 饰 加布（Gabe）

## 制片
COVID-19疫情爆发前，史派克·李就受到艾伦·福斯创作的剧本原稿，在丹泽尔·华盛顿宣布参演后改写剧本。2024年2月，电影正式公开，由A24、在逃艺术家的托德·布莱克，以及曼德勒制片公司的杰森·迈克尔·伯曼担任制片人，李则通过旗下的40英亩与一头骡子制片公司任导演兼执行制片人。电影是李与华盛顿的第五次合作，两人上次合作是2006年上映的《臥底》。次月，伊芬什·哈德拉、傑佛瑞·萊特和冰辣妹宣布加盟。2024年12月，说唱歌手ASAP Rocky加盟，李表示他在片中担纲“主角”。
主体拍摄于2024年3月4日在纽约启动，马修·利巴提克担任摄影指导，同年5月31日杀青。

## 发行
2025年4月，戛纳电影节艺术总监蒂埃里·弗雷莫确认电影入选第78屆坎城影展非竞赛单元，2025年5月19日首映。影展官方發佈會時之所以未公布該片的入選，是因為正在等待確認丹佐·華盛頓是否出席首映。2025年8月15日，电影在美国院线上映（原定8月22日），由A24发行，9月5日上线流媒体平台Apple TV+。

## 迴響

### 專業評價
根据評論匯總网站爛番茄汇总的36篇评论文章，89%的评论家给予该作正面评价 在Metacritic上，19位影評人共給予了76分的分數（滿分100分），這部電影獲得了「普遍好評」。
RogerEbert.com的羅伯特·丹尼爾斯（Robert Daniels）給予影片三星半（滿分四星）的評價，並寫道：“雖然不少人會因為黑澤明的傑作的憂心去觀看《天國與地獄》，但李這次並未試圖複製先前偉大作品的腳步。他正以過去作為起點，朝向他職業生涯的最後階段。他正運用豐富的靈感——音樂、電影和歷史——與一位老友的重聚。他正在創作一部史派克李式且非常出色的作品”。